# Jasin (województwo wielkopolskie)
Jasin – wieś w Polsce położona w województwie wielkopolskim, w powiecie poznańskim, w gminie Swarzędz. Od zachodu graniczy ze Swarzędzem.
Nazwa wsi ma charakter topograficzny i pochodzi od miejsca, gdzie rosły jesiony. W dokumentach z XIV wieku pojawia się forma Jassino, Iassene, w XV wieku Jaszene, Iasen, w XVI wieku Yassyeney i Jasienie, w XIX I XX wieku Jasienie i Jasin.
Wieś szlachecka Jasienie, własność kasztelana międzyrzeckiego Andrzeja Górki, około 1580 leżała w powiecie poznańskim województwa poznańskiego.	
W latach 1975–1998 miejscowość administracyjnie należała do województwa poznańskiego.
Przez wieś przebiega droga krajowa nr 92, dzieląc ją na część północną z zabudową mieszkalną oraz część południową z dużym kompleksem handlowym, który tworzą:
- centrum handlowe ETC Swarzędz,
- hipermarket budowlany Leroy Merlin,

oraz obiekty towarzyszące m.in. 
- restauracja KFC,
- stacja benzynowa Shell.

Jasin jako wieś leżąca niedaleko Poznania w ostatnich latach notuje znaczny przyrost mieszkańców. W 2015 wieś liczyła 1396 mieszkańców, a w 2019 roku już 1743 mieszkańców.